# 密叶槭
密叶槭（学名：Acer confertifolium）是无患子科槭属的植物，为中国的特有植物。分布于中国大陆的广东等地，见于低海拔的石质山坡以及疏林中，目前尚未由人工引种栽培。

## 别名
细齿水杨槭（广东）

## 变种
- Acer serrulatum Hayata